# Moscheea lui Rüstem Pașa
Moscheea lui Rüstem Pașa este o moschee din Istanbul, Turcia. Ea se află în apropiere de Moscheea Suleymaniye.

## Istorie și arhitectură
Moscheea lui Rüstem Pașa a fost proiectată de către arhitectul Mimar Sinan pentru marele vizir Rüstem Pașa. Rüstem a murit în anul 1561 iar moscheea a fost construită după moartea sa. În prezent ea găzduiește o școală coranică.
Moscheea are un singur dom și un singur minaret, iar intrarea este decorată cu arcade. Interiorul este bogat decorat cu gresie de Iznik, coloane de marmură și picturi murale. Minbarul este din marmură albă iar mihrabul este împodobit cu gresie albastră.